# فرانك ديلغادو
فرانك ديلغادو (بالإنجليزية: Frank Delgado)‏ هو موسيقي ودي جيه أمريكي، ولد في 29 نوفمبر 1970 في لوس أنجلوس في الولايات المتحدة.

## وصلات خارجية
- فرانك ديلغادو على موقع ميوزك برينز (الإنجليزية)
- فرانك ديلغادو على موقع ديسكوغز (الإنجليزية)